# Grumbach (Smalcalda)
Grumbach è una frazione (Ortsteil) della città tedesca di Smalcalda.